# 比绍夫斯海姆
比绍夫斯海姆（德語：Bischofsheim，發音：[ˈbɪʃɔfsˌhaɪm] ⓘ）是德国黑森州达姆施塔特行政区大盖劳县的市镇，面积9.03平方千米，2023年12月31日人口为13,362人。